# Liste von Tunnelbahnhöfen
Die Liste von Tunnelbahnhöfen enthält eine Aufstellung von Tunnelbahnhöfen der Eisenbahnen (einschließlich S-Bahnen) nach Ländern.
¹ Bahnhöfe mit Regional- und Fernverkehr (also nicht oder nicht nur S-Bahn-Betrieb) sind fett, Bahnhöfe in Bau sind kursiv gesetzt.

² Eröffnungsjahr der unterirdischen Bahnsteiganlagen. Viele Bahnhöfe existierten schon wesentlich länger als Bauwerk an der Oberfläche.

³ Nur Bahnsteiggleise

## Deutschsprachige Länder
In allen großen Stadtregionen im deutschsprachigen Raum gibt es S-Bahn-Systeme, von denen viele Tunnelbahnhöfe besitzen. Die meisten Flughafenbahnhöfe liegen im Tunnel unter oder neben dem Terminalgebäude. Großstädtische Hauptbahnhöfe mit Bahnhofsteilen im Tunnel für den Regional- und Fernverkehr gibt es in Berlin, Zürich, Wien (vereinzelt halten Fernzüge in der unterirdischen Verkehrsstation) und (in Bau) in Stuttgart (Stuttgart 21).

### Deutschland
In Deutschland war geplant, einige große Kopfbahnhöfe wie etwa in München, Frankfurt am Main oder Stuttgart in durchgängige Tunnelbahnhöfe umzubauen (so genanntes Konzept München 21, Frankfurt 21 bzw. Stuttgart 21). Aufgrund der enormen Kosten wurden diese Pläne zum Teil massiv eingeschränkt bzw. fallen gelassen. Lediglich in Stuttgart wird ein Tunnelbahnhof mit 8 Gleisen für den Nah- und Fernverkehr errichtet. Für den Regional- und Stadtverkehr wurden hingegen zahlreiche Tunnelbauten errichtet.
Für den Eisenbahn-Betrieb in Tunnelstrecken mit Bahnhöfen existieren von der EBO abweichende Vorschriften, für die es keine einheitlichen Sonderregelungen gibt. Für die Gleichstrom-S-Bahn-Netze in Berlin und Hamburg beschreibt die Richtlinie 464 der Deutschen Bahn den Betriebsablauf des gesamten S-Bahn-Verkehrs. Die Wechselstrom-S-Bahnen sind als vollwertige Eisenbahnen konzipiert, wobei der Betriebsablauf in der Richtlinie 408 definiert ist, in der der Betriebsablauf für andere Zuggattungen festgelegt ist. In Ergänzung zu dieser Richtlinie gibt es individuelle Ordnungen zur Einfahrt in die einzelnen Tunnel, die etwa die Einfahrterlaubnis auf bestimmte Fahrzeugtypen beschränken, eine Geschwindigkeitsbegrenzung festlegen und Sicherheitsaspekte regeln. Im Einzelfall ist auf Tunnelstrecken zudem ein Fahrzeugabstand in Sichtweite genehmigt, was auf herkömmlichen Eisenbahnstrecken außerhalb von Bahnhofsbereichen nicht gestattet ist.
Zusätzlich zu den Tunnelbahnhöfen in der folgenden Liste – einschließlich der zwei schon fertiggestellten, jedoch noch nicht in Betrieb genommenen S-Bahnhöfe am Berliner Hauptbahnhof und am Frankfurter Ostbahnhof – sind drei weitere in konkreter Planung – allesamt an der Zweiten Stammstrecke der S-Bahn München.
| Gemeinde | Name¹                           | Linien                                                             | Eröffnet² | Gleise³ | Bemerkungen |
| --- | ------------------------------- | ------------------------------------------------------------------ | --------- | ------- | --- |
| Baden-Württemberg (Region Stuttgart) Die meisten Tunnelbahnhöfe liegen im Innenstadttunnel der S-Bahn Stuttgart und den Teilprojekten von Stuttgart 21.                                       |                                 |                                                                    |           |         | |
| Filderstadt | Filderstadt                     | S2 der S-Bahn Stuttgart                                            | 2001      | 2       | Teil des Stuttgarter Flughafentunnels |
| Leinfelden-Echterdingen | Flughafen/Messe                 | S2, S3 der S-Bahn Stuttgart                                        | 1993      | 2       | Flughafenbahnhof der S-Bahn für den Flughafen Stuttgart und die Messe Stuttgart |
| Leinfelden-Echterdingen | Stuttgart Flughafen Fernbahnhof | Regional- und Fernverkehr                                          | 2027      | 2       | geplanter Regional- und Fernbahnhof am Flughafen im Zuge von Stuttgart 21 |
| Stuttgart | Feuersee                        | S1–S6 + S60 der S-Bahn Stuttgart                                   | 1978      | 2       | Teil des Innenstadttunnels der S-Bahn Stuttgart |
| Stuttgart | Stuttgart Hauptbahnhof (tief)   | Regional- und Fernverkehr                                          | 2027      | 8       | Umbau des Hauptbahnhofs von einem Kopfbahnhof mit 17 Bahnsteiggleisen zu einem unterirdischen Durchgangsbahnhof (Projekt „Stuttgart 21“) |
| Stuttgart | Stuttgart Hauptbahnhof (S-Bahn) | S1–S6 + S60 der S-Bahn Stuttgart                                   | 1978      | 2       | Teil des Innenstadttunnels der S-Bahn Stuttgart |
| Stuttgart | Schwabstraße                    | S1–S6 + S60 der S-Bahn Stuttgart                                   | 1978      | 2       | Teil des Innenstadttunnels der S-Bahn Stuttgart; Durchgangsbahnhof mit unterirdischer Wendeschleife |
| Stuttgart | Stadtmitte                      | S1–S6 + S60 der S-Bahn Stuttgart                                   | 1978      | 2       | Teil des Innenstadttunnels der S-Bahn Stuttgart |
| Stuttgart | Universität                     | S1–S3 der S-Bahn Stuttgart                                         | 1985      | 2       | Teil des Innenstadttunnels der S-Bahn Stuttgart |
| Bayern (v. a. Region München) Wichtigste Tunnelstrecke ist die Stammstrecke der S-Bahn München.                                                                                               |                                 |                                                                    |           |         | |
| Garmisch-Partenkirchen | Schneefernerhaus                | Bayerische Zugspitzbahn                                            | 1930      | 2       | einer der beiden Bergbahnhöfe der Bayerischen Zugspitzbahn |
| Ismaning | Ismaning                        | S8 der S-Bahn München                                              | 1992      | 2       | Teil der Verlängerung zum Flughafen München; ersetzte ebenerdigen Endbahnhof |
| München | Hauptbahnhof (S-Bahn)           | S1–S4 + S6–S8 der S-Bahn München                                   | 1972      | 2       | unterirdischer S-Bahnhof des Münchner Hauptbahnhofs; Übergang zu zwei U-Bahnhöfen der U-Bahn München |
| München | Karlsplatz                      | S1–S4 + S6–S8 der S-Bahn München                                   | 1972      | 2       | Umsteigeknoten zur U-Bahn (U4, U5) |
| München | Marienplatz                     | S1–S4 + S6–S8 der S-Bahn München                                   | 1972      | 2       | Gleise liegen übereinander; Umsteigeknoten zur U-Bahn (U3, U6) |
| München | Isartor                         | S1–S4 + S6–S8 der S-Bahn München                                   | 1972      | 2       | |
| München | Rosenheimer Platz               | S1–S4 + S6–S8 der S-Bahn München                                   | 1972      | 2       | |
| Neu-Ulm | Neu-Ulm                         | Regional- und Fernverkehr                                          | 2007      | 4       | offener Trogbahnhof; errichtet im Zuge des Projektes „Neu-Ulm 21“ |
| Oberding | München Flughafen Terminal      | S1, S8 der S-Bahn München                                          | 1992      | 2       | S-Bahnhof für den Flughafen München |
| Unterföhring | Unterföhring                    | S8 der S-Bahn München                                              | 2005      | 2       | Die Gemeinde finanzierte die Mehrkosten für den Tunnelbahnhof statt ebenerdiger Lösung. |
| Berlin und Brandenburg (Region Berlin) Die meisten Tunnelbahnhöfe liegen im Nord-Süd-Tunnel der S-Bahn Berlin.                                                                                |                                 |                                                                    |           |         | |
| Berlin | Anhalter Bahnhof                | S1, S2, S25 der S-Bahn Berlin                                      | 1939      | 4       | S-Bahnhof für den 1952 stillgelegten und später abgerissenen Kopfbahnhof des Fernverkehrs Richtung Leipzig und Frankfurt |
| Berlin | Friedrichstraße (tief)          | S1, S2, S25 der S-Bahn Berlin                                      | 1936      | 2       | zentraler Umsteigeknoten zur Stadtbahn (S-Bahn, Regionalverkehr) und U-Bahn (U6) |
| Berlin | Hauptbahnhof                    | Fern- und Regionalbahn als Teil des Tiergartentunnels              | 2006      | 8       | Unterirdischer Teil des großen Kreuzungsbahnhofs. Parallel zu den Tunnelgleisen liegt der U-Bahnhof der U5 und ein Rohbau für eine künftige S-Bahn-Strecke. Der Tunnelbahnhof liegt unter dem ehemaligen Empfangsgebäude des 1951 geschlossenen Lehrter Bahnhofs für den Fernverkehr Richtung Hamburg, Hannover und Ruhrgebiet. |
| Berlin | Nordbahnhof                     | S1, S2, S25 der S-Bahn Berlin                                      | 1936      | 4       | S-Bahn-Station am 1952 stillgelegten und später abgerissenen Stettiner Bahnhof der Fernbahn Richtung Ostsee; 1961–1990 geschlossen |
| Berlin | Potsdamer Platz (S-Bahn)        | S1, S2, S25 der S-Bahn Berlin                                      | 1939      | 4       | S-Bahn-Erschließung des 1945 stillgelegten Kopfbahnhofs für den Regionalverkehr nach Potsdam und Magdeburg; 1961–1990 geschlossen |
| Berlin | Potsdamer Platz                 | Regionalverkehr                                                    | 2006      | 4       | errichtet als Teil des Tiergartentunnels zum neuen Hauptbahnhof; kann als Nachfolger des ehemaligen Potsdamer Bahnhofs (1838–1945) betrachtet werden |
| Berlin | Oranienburger Straße            | S1, S2, S25 der S-Bahn Berlin                                      | 1936      | 2       | 1961–1989 geschlossen |
| Berlin | Brandenburger Tor               | S1, S2, S25 der S-Bahn Berlin                                      | 1936      | 2       | Name bis 2009: „Unter den Linden“; 1961–1990 geschlossen; seit 2020 Übergang zur U5 |
| Schönefeld | Flughafen BER                   | S-Bahn, Regional- und Fernverkehr                                  | 2020      | 6       | Bahnhof für den Flughafen Berlin Brandenburg. |
| Hamburg und Schleswig-Holstein (Region Hamburg) Die meisten Tunnelbahnhöfe sind Teil der City-S-Bahn Hamburg                                                                                  |                                 |                                                                    |           |         | |
| Hamburg | Altona                          | S1, S2, S3 der S-Bahn Hamburg                                      | 1979      | 4       | unterirdischer Durchgangsbahnhof der S-Bahn im südwestlichen Teil des oberirdischen Kopfbahnhofs Altona, Teil der City-S-Bahn |
| Hamburg | Eidelstedt Zentrum              | A1 der AKN                                                         | 2004      | 2       | Die Station befindet sich in Troglage und ist lediglich teilweise mit dem Zugangsbauwerk überbaut; Strecke der AKN; wird für den zukünftigen Betrieb der S-Bahn-Linie S5 angepasst |
| Hamburg | Hamburg Airport (Flughafen)     | S1 der S-Bahn Hamburg                                              | 2008      | 2       | S-Bahnhof für den Flughafen Hamburg |
| Hamburg | Harburg                         | S3, S5 der S-Bahn Hamburg                                          | 1983      | 2       | unterirdischer S-Bahnhof quer zum oberirdischen Fernbahnhof Harburg; Teil des S-Bahn-Tunnels Harburg |
| Hamburg | Harburg Rathaus                 | S3, S5 der S-Bahn Hamburg                                          | 1983      | 3       | Bahnhof im S-Bahn-Tunnel Harburg im Zentrum des Bezirks Harburg |
| Hamburg | Hauptbahnhof                    | S1, S2, S3, S5 der S-Bahn Hamburg                                  | 1975      | 2       | Bahnsteig 0 mit den Gleisen 1 und 2, nur für in westliche Richtung verkehrende S-Bahn-Züge; Züge in östliche Richtung verkehren vom Hallenbahnsteig 1 mit den Gleisen 3 und 4 |
| Hamburg | Heimfeld (TU Hamburg)           | S3, S5 der S-Bahn Hamburg                                          | 1984      | 2       | Station im S-Bahn-Tunnel Harburg |
| Hamburg | Jungfernstieg                   | S1, S3 der S-Bahn Hamburg                                          | 1975      | 2       | Der S-Bahnhof liegt als Teil der City-S-Bahn im Zentrum Hamburgs und ist Teil des größten unterirdischen Schnellbahnknotens Hamburgs mit Übergang zu allen Linien der U-Bahn; Station liegt fast vollständig unter der Binnenalster und der Kleinen Alster                                                                      |
| Hamburg | Königstraße                     | S1, S3 der S-Bahn Hamburg                                          | 1979      | 2       | Teil der City-S-Bahn |
| Hamburg | Landungsbrücken                 | S1, S3 der S-Bahn Hamburg                                          | 1975      | 2       | Umsteigeknoten zur Linie U3 der U-Bahn und zu den Hafenfähren, Teil der City-S-Bahn |
| Hamburg | Reeperbahn                      | S1, S3 der S-Bahn Hamburg                                          | 1979      | 2       | Teil der City-S-Bahn |
| Hamburg | Stadthausbrücke                 | S1, S3 der S-Bahn Hamburg                                          | 1975      | 2       | Die Station liegt rund 160 Meter östlich der Haltestelle Rödingsmarkt der U3 entfernt; der Bahnhof liegt teilweise unter dem Alsterfleet und dem Herrengrabenfleet, Teil der City-S-Bahn |
| Kaltenkirchen | Kaltenkirchen                   | A1 und A2 der AKN                                                  | 2004      | 2       | einziger Tunnelbahnhof in Schleswig-Holstein |
| Hessen (Region Frankfurt) Die zentrale Tunnelstrecke in der Frankfurter Innenstadt ist der Citytunnel der S-Bahn, der sich im benachbarten Offenbach mit dem City-Tunnel Offenbach fortsetzt. |                                 |                                                                    |           |         | |
| Frankfurt am Main | Flughafen Regionalbahnhof       | S8 und S9 der S-Bahn, Regionalverkehr der DB AG und der vlexx GmbH | 1972      | 3       | Erster Flughafenbahnhof am Flughafen. Der Fernverkehr verfügt seit 1999 über einen eigenen Bahnhof, der zwar komplett überbaut ist, jedoch ebenerdig auf Straßenniveau liegt. |
| Frankfurt am Main | Gateway Gardens                 | S8 und S9 der S-Bahn                                               | 2019      | 2       | Gateway Gardens ist ein Haltepunkt an der Flughafenschleife der S-Bahn Rhein-Main. Die Bauarbeiten begannen am 10. November 2016. Eröffnung war zum Fahrplanwechsel im Dezember 2019. |
| Frankfurt am Main | Hauptbahnhof (S-Bahn)           | S1–S6, S8, S9                                                      | 1978      | 4       | unterirdischer viergleisiger S-Bahnhof am Hauptbahnhof; vier weitere unterirdische Gleise dienen der U-Bahn (U4/U5) |
| Frankfurt am Main | Hauptwache                      | S1–S6, S8, S9 der S-Bahn Rhein-Main                                | 1978      | 2       | viergleisiger Tunnelbahnhof: innenliegende Gleise mit Mittelbahnsteig für die S-Bahn, außen zwei Seitenbahnsteige für die U-Bahn; darunter liegt der U-Bahnhof der A-Strecke |
| Frankfurt am Main | Konstablerwache                 | S1–S6, S8, S9 der S-Bahn Rhein-Main                                | 1983      | 2       | viergleisiger Tunnelbahnhof mit zwei Mittelbahnsteigen: die S-Bahn nutzt die beiden inneren Gleise, die U-Bahn (U6/U7) die beiden äußeren. Zwischen S- und U-Bahn kann bahnsteiggleich umgestiegen werden. Darüber – quer dazu – liegt der U-Bahnhof der U4/U5.                                                                 |
| Frankfurt am Main | Lokalbahnhof                    | S3, S4, S5, S6 der S-Bahn Rhein-Main                               | 1990      | 2       | Station im linksmainischen Stadtbezirk Sachsenhausen an der Tunnelstrecke Richtung Südbahnhof |
| Frankfurt am Main | Mühlberg                        | S1, S2, S8, S9 der S-Bahn Rhein-Main                               | 1992      | 2       | Station im linksmainischen Stadtbezirk Sachsenhausen an der Tunnelstrecke Richtung Offenbach (Tunnel Frankfurt-Mühlberg) |
| Frankfurt am Main | Ostbahnhof                      | S-Bahn                                                             | 2018?     | 2       | bereits fertig gestellte Bauvorleistung für zukünftigen Tunnelast der Nordmainischen S-Bahn über Maintal nach Hanau |
| Frankfurt am Main | Ostendstraße                    | S1–S6, S8, S9 der S-Bahn Rhein-Main                                | 1990      | 2       | Verzweigung der Tunnelstrecken Richtung Südbahnhof und Mühlberg–Offenbach hinter dem Bahnhof |
| Frankfurt am Main | Taunusanlage                    | S1–S6, S8, S9 der S-Bahn Rhein-Main                                | 1978      | 2       | Tunnelbahnhof der S-Bahn im Bankenviertel direkt zu Füßen des Deutsche-Bank-Hochhauses |
| Offenbach am Main | Kaiserlei                       | S1, S2, S8, S9 der S-Bahn Rhein-Main                               | 1995      | 2       | Station im Stadttunnel Offenbach; Tarifgrenze zwischen Frankfurt und Offenbach |
| Offenbach am Main | Ledermuseum                     | S1, S2, S8, S9 der S-Bahn Rhein-Main                               | 1995      | 2       | Station im Stadttunnel Offenbach |
| Offenbach am Main | Marktplatz                      | S1, S2, S8, S9 der S-Bahn Rhein-Main                               | 1995      | 2       | Station im Zentrum von Offenbach; Teil des Stadttunnels Offenbach |
| Schwalbach am Taunus | Limesbahnhof                    | S3 der S-Bahn Rhein-Main                                           | 1972      | 1       | einziger eingleisiger Tunnelbahnhof im Frankfurter S-Bahn-Netz; gemeinsam mit einem Straßentunnel errichtet |
| Niedersachsen (Region Hannover) |                                 |                                                                    |           |         | |
| Langenhagen | Hannover Flughafen              | S5 der S-Bahn Hannover                                             | 2000      | 2       | S-Bahnhof am Flughafen Hannover |
| Nordrhein-Westfalen (Region Rhein-Ruhr) |                                 |                                                                    |           |         | |
| Dortmund | Dorstfeld Süd                   | S1 der S-Bahn Rhein-Ruhr                                           | 1983      | 2       | |
| Dortmund | Dorstfeld                       | S1 der S-Bahn Rhein-Ruhr                                           | 1983      | 2       | Tunnelstation unter dem bestehenden Bahnhof Dorstfeld |
| Dortmund | Lütgendortmund                  | S4 der S-Bahn Rhein-Ruhr                                           | 1993      | 1       | eingleisige Tunnelstation unter dem Stadtteilzentrum von Lütgendortmund |
| Dortmund | Universität                     | S1 der S-Bahn Rhein-Ruhr                                           | 1983      | 2       | Die Technische Universität Dortmund wird außer durch diesen S-Bahnhof noch durch die H-Bahn erschlossen. |
| Düsseldorf | Flughafen Terminal              | S11 der S-Bahn Rhein-Ruhr                                          | 1975      | 2       | Flughafenbahnhof. Bis Anfang der 1990er Jahre gab es hier Fernverkehr durch den Lufthansa Airport Express. Der Fernbahnhof des Flughafens ist über die Hochbahn SkyTrain an das Terminal angebunden. |
| Hattingen | Hattingen (Ruhr) Mitte          | S3 der S-Bahn Rhein-Ruhr                                           | 1987      | 1       | Verlängerung der S-Bahn ins Zentrum von Hattingen; Übergang zur Bochumer Straßenbahn |
| Köln | Chorweiler                      | S11 der S-Bahn Köln                                                | 1975      | 2 (3)   | dreigleisiger Tunnelbahnhof: zwei Gleise werden durch die S-Bahn genutzt, das dritte durch die Stadtbahnlinie 15 |
| Köln | Chorweiler Nord                 | S11 der S-Bahn Köln                                                | 1977      | 2       | |
| Köln | Flughafen Köln/Bonn             | S13, S19 der S-Bahn Köln, RE 6, RE 8 sowie Fernverkehr             | 2004      | 4       | Teil der Schnellfahrstrecke Köln–Rhein/Main |
| Sachsen und Sachsen-Anhalt (v. a. Region Leipzig) Die zentrale Erschließungsachse in Leipzig ist seit dem Fahrplanwechsel 2013/2014 am 15. Dezember 2013 der dortige Citytunnel.              |                                 |                                                                    |           |         | |
| Dresden | Flughafen                       | S2 der S-Bahn Dresden                                              | 2001      | 2       | Bahnhof am Flughafen Dresden; bis zur Eröffnung des Leipziger City-Tunnels einziger Tunnelbahnhof Sachsens |
| Halle (Saale) | Halle-Neustadt Zentrum          | S3 der S-Bahn Mitteldeutschland                                    | 1967      | 2       | neben dem Berliner U-Bahnhof Tierpark einer von nur zwei in der DDR gebauten Tunnelbahnhöfen; Teil des S-Bahn-Tunnels Halle-Neustadt |
| Leipzig | Hauptbahnhof (tief)             | S1–S5, S5X, S6 der S-Bahn Mitteldeutschland                        | 2013      | 2       | Tiefbahnhof des Hauptbahnhofs; vereinzelt Halt von IC-/ICE-Zügen der Relation Dresden–Leipzig–Erfurt–Bebra–Kassel–Warburg–Ruhrgebiet |
| Leipzig | Markt                           | S1–S5 + S5X der S-Bahn Mitteldeutschland                           | 2013      | 2       | Station im Zentrum von Leipzig; Teil des City-Tunnels Leipzig |
| Leipzig | Wilhelm-Leuschner-Platz         | S1–S5 + S5X der S-Bahn Mitteldeutschland                           | 2013      | 2       | Station im City-Tunnel Leipzig |
| Leipzig | Bayerischer Bahnhof             | S1–S5 + S5X der S-Bahn Mitteldeutschland                           | 2013      | 2       | Station im City-Tunnel Leipzig |

### Österreich
Die meisten österreichischen Tunnelbahnhöfe liegen im Netz der S-Bahnen Wien und Salzburg und werden teilweise durch Regional- und Fernzüge genutzt.
| Stadt                | Name¹                       | Linien                                                                       | Eröffnet²      | Gleise³ | Bemerkungen |
| -------------------- | --------------------------- | ---------------------------------------------------------------------------- | -------------- | ------- | --- |
| Salzburg             | Hauptbahnhof (Tiefgeschoss) | S1 und S11 der S-Bahn Salzburg                                               | 1996           | 2       | unterirdische Station für die Salzburger Lokalbahn; heute Teil der S-Bahn Salzburg |
| Schwechat            | Flughafen Wien              | S7 der S-Bahn Wien, CAT, Regional- und Fernverkehr                           | 1977           | 3       | Flughafenbahnhof am Flughafen Wien-Schwechat. Die Flughafenbahn „CAT“ hat ein eigenes Gleis, den zweigleisigen Mittelbahnsteig nutzen die S-Bahn, Regionalzüge und Railjet |
| Wien                 | Rennweg                     | S1, S2, S3, S4 und S7 der S-Bahn Wien                                        | 2002           | 2       | |
| Wien                 | St. Marx                    | S7 der S-Bahn Wien                                                           | 2002           | 2       | |
| Wien                 | Quartier Belvedere          | S1, S2, S3 und S4 der S-Bahn Wien                                            | 1962           | 2       | früher Wien Südbahnhof (S-Bahn) als Haltestelle ein unterirdischer Teil des ehemaligen Südbahnhofs, 2012 umbenannt |
| Wien                 | Hauptbahnhof (S-Bahn)       | S1, S2, S3 und S4 der S-Bahn Wien                                            | 1962           | 2       | früher Wien Südtiroler Platz, 2012 umbenannt, Haltestelle der S-Bahn-Stammstrecke |
| Wien                 | Wien-Mitte                  | S1, S2, S3, S4 und S7 der S-Bahn Wien, Regionalverkehr und Flughafenbahn CAT | 1962           | 5       | Ursprünglicher Bahnhof eröffnet 1859, Bahnsteige 1959–1962 überbaut. Parallel liegen zwei weitere Gleise, die heute von der U-Bahn (U4) genutzt werden, darunter liegt der U-Bahnhof der U3. Alle neun Bahnsteiggleise zusammen bilden den nach Passagieraufkommen größten Bahnhof Österreichs. |
| Wien                 | Franz-Josefs-Bahnhof        | S40, Regionalverkehr                                                         | 1978           | 5       | einer der großen Kopfbahnhöfe Wiens; 1872 als Ausgangspunkt der Kaiser Franz-Josephs-Bahn nach Prag eröffnet; in den 1970er Jahren durch ein Bürohaus überbaut |
| Feldkirchen bei Graz | Flughafen Graz              | S6 der S-Bahn Steiermark, Regionalverkehr                                    | 2025 (geplant) | 2       | Bau im Zuge der Errichtung der Koralmbahn, 4 Gleise, davon 2 Bahnsteiggleise |

### Schweiz
In der Schweiz gibt es neben der Staatsbahn SBB zahlreiche weitere private Bahngesellschaften, die auf eigener Trasse teilweise recht weite Strecken bedienen. Viele dieser nicht-SBB-Bahnen sind meterspurig ausgeführt, einige werden mit Tramfahrzeugen betrieben und wirken eher wie eine Überlandstraßenbahn als wie eine Eisenbahn.
Die wohl ungewöhnlichste Bahnstrecke der folgenden Liste ist die Jungfraubahn, eine im Inneren des Hochgebirges verlaufende Zahnradbahn zum über 3400 m hohen Jungfraujoch. Sie besitzt zwei Zwischenstationen mitten im Berg, die keine Ausgänge besitzen, sondern allein als Aussichtspunkt über die beeindruckende Gletscherlandschaft dienen.
| Ort            | Kt.   | Name¹                         | Linien                                           | Eröffnet² | Gleise³ | Bemerkungen | Bilder auf Wikimedia Commons |
| -------------- | ----- | ----------------------------- | ------------------------------------------------ | --------- | ------- | --- | ---------------------------- |
| Bagnes         | VS    | Le Châble                     | TMR (Martigny–Orsières)                          | 2019      |         | | Bilder auf Wikimedia Commons |
| Bern           | BE    | Bern                          | S-Bahn, Regional- und Fernverkehr                | 1974      | 12      | Der 1860 eröffnete Kopfbahnhof wurde ab 1957 in einen teilweise überdeckten Durchgangsbahnhof umgebaut. Auf dem „Deckel“ befinden sich u. a. ein Busbahnhof und die 2004 eröffnete Welle von Bern. | Bilder auf Wikimedia Commons |
| Bern           | BE    | Bern RBS                      | RBS S7–9                                         | 1965      | 4       | unterirdische Endstation der Schmalspurbahnen des RBS, quer zur Gleisachse des Hauptbahnhofs. Wird zurzeit etwas versetzt und mit neuer Zufahrt neu gebaut, ebenfalls mit 4 Kopfgleisen.           | Bilder auf Wikimedia Commons |
| Bern           | BE    | Bern Tiefenau                 | S9                                               | 1965?     | 2       | Vorortbahnhof auf der RBS-Schmalspurstrecke nach Zollikofen | Bilder auf Wikimedia Commons |
| Biel/Bienne    | BE    | Biel/Bienne                   | Biel-Täuffelen-Ins-Bahn                          | 1975      | 1       | zuvor auf dem Bahnhofplatz |                              |
| Chêne-Bourg    | GE    | Chêne-Bourg                   | Leman Express (L1, L2, L3, L4)                   | 2019      | 2       | Im Tunnel de Champel auf der Strecke Geneve - Annemasse | Bilder auf Wikimedia Commons |
| Fieschertal    | VS/BE | Jungfraujoch                  | Jungfraubahn                                     | 1912      |         | Bergstation der Jungfraubahn; höchste Bahnstation Europas (3454 m ü. M.) | Bilder auf Wikimedia Commons |
| Genf           | GE    | Genève-Champel                | Leman Express (L1, L2, L3, L4)                   | 2019      | 2       | Im Tunnel de Champel auf der Strecke Geneve - Annemasse | Bilder auf Wikimedia Commons |
| Genf           | GE    | Genève-Eaux-Vives             | Leman Express (L1, L2, L3, L4)                   | 2019      | 2       | Im Tunnel de Champel auf der Strecke Geneve - Annemasse | Bilder auf Wikimedia Commons |
| Grand-Saconnex | GE    | Genève-Aéroport               | Regional- und Fernverkehr                        | 1987      | 4       | Flughafenbahnhof am Flughafen Genf, Kopfbahnhof | Bilder auf Wikimedia Commons |
| Grindelwald    | BE    | Eigerwand                     | Jungfraubahn                                     | 1903      | 2       | Zwischenstation der schmalspurigen Zahnradbahn zum Jungfraujoch; mit großem Aussichtsfenster inmitten der Eiger-Nordwand; Station liegt 2864 m ü. M.; nur 1 Gleis mit Bahnsteig                    | Bilder auf Wikimedia Commons |
| Grindelwald    | BE    | Eismeer                       | Jungfraubahn                                     | 1905      | 2       | Zwischenstation mit Aussichtspunkt, 3160 m ü. M.; nur 1 Gleis mit Bahnsteig | Bilder auf Wikimedia Commons |
| Innertkirchen  | BE    | Aareschlucht-Ost              | Meiringen-Innertkirchen-Bahn                     | 2003      | 1       | | Bilder auf Wikimedia Commons |
| Kloten         | ZH    | Zürich Flughafen              | Fernverkehr und S-Bahn Zürich (S2, S16, S24)     | 1980      | 4       | Flughafenbahnhof am Flughafen Zürich | Bilder auf Wikimedia Commons |
| Kloten         | ZH    | Airside Center                | Skymetro                                         | 2005      | 2       | unter dem Flughafen Zürich; Zugang nur zum Flug ab Terminal E |                              |
| Kloten         | ZH    | Dock E                        | Skymetro                                         | 2005      | 2       | unter dem Flughafen Zürich; Zugang nur vom Flug mit Ankunft am Terminal E |                              |
| Lancy          | GE    | Lancy-Bachet                  | Leman Express (L1, L2, L3, L4)                   | 2019      | 2       | im Tunnel de Champel auf der Strecke Geneve – Annemasse | Bilder auf Wikimedia Commons |
| Lausanne       | VD    | Lausanne-Chauderon            | LEB-Regionalbahn                                 | 1995      | 2       | Station der meterspurigen Lausanne-Echallens-Bercher-Bahn | Bilder auf Wikimedia Commons |
| Lausanne       | VD    | Lausanne-Flon                 | LEB-Regionalbahn                                 | 2000      | 2       | unterirdischer Kopfbahnhof; Umsteigeknoten zur Métro Lausanne | Bilder auf Wikimedia Commons |
| Lausanne       | VD    | Lausanne, Malley              | TSOL/M1                                          | 1991      |         | Tunnelstation der grossteils oberirdischen Linie | Bilder auf Wikimedia Commons |
| Lausanne       | VD    | Lausanne, Vigie               | TSOL/M1                                          | 1991      |         | Tunnelstation der grossteils oberirdischen Linie | Bilder auf Wikimedia Commons |
| Locarno        | TI    | Solduno                       | Centovallibahn                                   | 1990      |         | unter dem bebauten Stadtgebiet von Locarno | Bilder auf Wikimedia Commons |
| Locarno        | TI    | Locarno S. Antonio            | Centovallibahn                                   | 1990      |         | unter dem bebauten Stadtgebiet von Locarno | Bilder auf Wikimedia Commons |
| Luzern         | LU    | Luzern Allmend/Messe          | S-Bahn Luzern (S4, S5)                           | 2012      | 2       | Teil des Allmendtunnels | Bilder auf Wikimedia Commons |
| Muralto        | TI    | Locarno (Centovalli)          | Centovallibahn                                   | 1990      |         | unterirdischer Kopfbahnhof; Ausgangspunkt der Centovallibahn nach Domodossola | Bilder auf Wikimedia Commons |
| Neuenburg      | NE    | Neuchâtel-Université (FUNI)   | Fun'ambule Neuchâtel                             | 2001      | 1       | Talstation der Standseilbahn |                              |
| Nyon           | VD    | Nyon (NStCM)                  | Chemin de fer Nyon–Saint-Cergue–Morez            | 2004      | 3       | | Bilder auf Wikimedia Commons |
| Opfikon        | ZH    | Opfikon                       | S-Bahn Zürich (S7)                               | 1979      | 2       | Bahnstrecke Wettingen–Effretikon | Bilder auf Wikimedia Commons |
| Saas-Almagell  | VS    | Hohlaub                       | Metro Alpin                                      | 1984?     |         | beschränkt bediente Zwischenstation bei der Ausweichstelle der Standseilbahn |                              |
| Sedrun         | GR    | Sedrun SMF                    | Gotthard-Basistunnel                             | 2016      | 2       | 800 m unter dem Dorf. Multifunktionstelle im Tunnel für Betriebs- und Nothalte, Projekt für Porta Alpina                                                                                           | Bilder auf Wikimedia Commons |
| Zermatt        | VS    | Zermatt (Talstation Sunnegga) | Sunneggabahn                                     | 1980      | 1       | Talstation der Standseilbahn | Bilder auf Wikimedia Commons |
| Zumikon        | ZH    | Maiacher                      | S-Bahn Zürich (Forchbahn)                        | 1976      | 2       | im Zumiker Tunnel | Bilder auf Wikimedia Commons |
| Zumikon        | ZH    | Zumikon                       | S-Bahn Zürich (Forchbahn)                        | 1976      | 2       | im Zumiker Tunnel | Bilder auf Wikimedia Commons |
| Zürich         | ZH    | Stettbach                     | S-Bahn Zürich (S3, S9, S11, S12)                 | 1990      | 2       | Station am nördlichen Ende des Zürichbergtunnels | Bilder auf Wikimedia Commons |
| Zürich         | ZH    | Zürich HB Löwenstrasse        | S-Bahn Zürich (S2, S8, S14, S19) und Fernverkehr | 2014      | 4       | Teil des Hauptbahnhofs Zürich (Gleise 31–34); Durchgangsbahnhof; Fortsetzung nach Osten Richtung Oerlikon ist der Weinbergtunnel (Durchmesserlinie Altstetten–Zürich HB–Oerlikon)                  | Bilder auf Wikimedia Commons |
| Zürich         | ZH    | Zürich HB Museumstrasse       | S-Bahn Zürich (S3, S5, S6, S7, S9, S12, S16)     | 1990      | 4       | Teil des Hauptbahnhofs Zürich (Gleise 41–44); Durchgangsbahnhof; östliche Fortsetzung ist der Hirschengrabentunnel; „Hauptbahnhof“ der S-Bahn Zürich                                               | Bilder auf Wikimedia Commons |
| Zürich         | ZH    | Zürich HB SZU                 | S-Bahn Zürich (S4, S10)                          | 1990      | 2       | Teil des Hauptbahnhofs Zürich (Gleise 21+22); Endstation der Linien der Sihltal-Zürich-Uetliberg-Bahn; gebaut z. T. in den 1970er für eine U-Bahn Zürich                                           | Bilder auf Wikimedia Commons |
| Zürich         | ZH    | Zürich, Schörlistrasse        | VBZ Tramlinien 7 und 9                           | 1986      | 2       | Im Tramtunnel Milchbuck–Schwamendingen, gebaut z. T. in den 1970er für eine U-Bahn Zürich |                              |
| Zürich         | ZH    | Zürich Selnau                 | S-Bahn Zürich (S4, S10)                          | 1990      | 2       | Der Bahnhof der SZU liegt unter dem Fluss Sihl. | Bilder auf Wikimedia Commons |
| Zürich         | ZH    | Zürich, Tierspital            | VBZ Tramlinien 7 und 9                           | 1986      | 2       | Im Tramtunnel Milchbuck–Schwamendingen, gebaut z. T. in den 1970er für eine U-Bahn Zürich |                              |
| Zürich         | ZH    | Zürich, Waldgarten            | VBZ Tramlinien 7 und 9                           | 1986      | 2       | Im Tramtunnel Milchbuck–Schwamendingen, gebaut z. T. in den 1970er für eine U-Bahn Zürich |                              |
| Basel          | BS    | Basel SBB                     |                                                  | ?         |         | vgl. Schweizer Eisenbahnprojekte #Basel SBB | Bilder auf Wikimedia Commons |
| Genf           | GE    | Genève                        |                                                  | ?         |         | vgl. Schweizer Eisenbahnprojekte #Genève | Bilder auf Wikimedia Commons |
| Luzern         | LU    | Luzern                        |                                                  | ?         |         | vgl. Schweizer Eisenbahnprojekte #Luzern | Bilder auf Wikimedia Commons |
| Zürich         | ZH    | Zürich Stadelhofen            | S-Bahn Zürich                                    | ?         | 1       | vgl. Schweizer Eisenbahnprojekte #Zürich Stadelhofen (zusätzlich zu den 3 oberirdischen Gleisen) als Durchgangsgleis nach Zürich-Tiefenbrunnen.                                                    | Bilder auf Wikimedia Commons |

## Übriges Europa
In einigen europäischen Ländern gibt es in Großstädten und Ballungszentren S-Bahn-ähnlichen Verkehr, der abschnittsweise im Tunnel verkehrt. Der Bau von Tunnelstrecken ist häufig darin begründet, dass Kopfbahnhöfe zu weit von den Stadtzentren entfernt liegen und eine Verlängerung des Nahverkehrs über den Kopfbahnhof hinaus die örtlichen Bus- und Stadtbahnnetze entlasten kann. In Mailand wurde 2006 eine Tunnelstrecke eröffnet, um darüber zwei Kopfbahnhöfe zu verbinden und mit Hilfe der darin vorhandenen Tunnelbahnhöfe zugleich einen bequemen Übergang zur U-Bahn zu schaffen. Ein solcher Durchgangstunnel wird in Italien Passante genannt und ist in ähnlicher Weise in vier weiteren Städten geplant. In Rom befinden sich mehrere Eisenbahntunnel in den Außenbezirken, auf denen ein verdichteter S-Bahn-Verkehr abgewickelt wird, der dort als Ergänzung zur U-Bahn fungiert. In Madrid verbindet der S-Bahn-Tunnel zwei Kopfbahnhöfe.
In anderen Städten und in Gebirgsregionen gibt es Eisenbahntunnel, in denen unterirdische Bahnhöfe nachinstalliert wurden. In Spanien wurden in einigen Städten tiefergelegte Eisenbahnstrecken nachträglich eingetunnelt, um den Bahnverkehr aus dem Stadtbild zu entfernen und die freien Flächen anderweitig nutzbar zu machen.

### Belgien
In Belgien gibt es bisher noch kein S-Bahn-System im Sinne der deutschsprachigen Staaten, in der Region Brüssel ist ein solches derzeit in Entwicklung.
Die wichtigsten Tunnelprojekte für den Regional- und Fernverkehr auf der Schiene waren die innerstädtischen Verbindungsbahnen in Brüssel 1954 und Antwerpen 2007.
| Stadt          | Name¹                       | Linien                                             | Eröffnet² | Gleise³ | Bemerkungen |
| -------------- | --------------------------- | -------------------------------------------------- | --------- | ------- | --- |
| Antwerpen      | Hauptbahnhof                | Intercity, Regionalverkehr                         | 2007      | 4 + 4   | Der Hauptbahnhof von Antwerpen, Bahnsteige auf drei Ebenen: alter Kopfbahnhof oberirdisch, neuer Kopfbahnhof unterirdisch auf Ebene −1, neuer Durchgangsbahnhof auf Ebene −2. |
| Brüssel        | Kongress                    | Regionalverkehr, künftig: S-Bahn Brüssel           | 1952      | 4       | Tunnelbahnhof im Norden der Brüsseler Altstadt. Der Bau des Bahnhofs (wie der gesamten Verbindungsbahn) war mit dem Totalabriss des umliegenden Altstadtquartiers verbunden. |
| Brüssel        | Zentralbahnhof              | Regional- und Fernverkehr, künftig: S-Bahn Brüssel | 1952      | 6       | Aufgrund der zentralen Lage der nach Passagieraufkommen meistgenutzte Bahnhof in Belgien; Hochgeschwindigkeitszüge fahren ohne Halt durch; in unmittelbarer Nähe liegen der berühmte Marktplatz und der Brüsseler Dom                                                                                    |
| Ixelles/Elsene | Brüssel Luxemburger Bahnhof | S-Bahn, Regional- und Fernverkehr                  | 2009      | 6       | Der 1854 eröffnete Bahnhof zwischen Luxemburger Platz und Leopoldplatz im Herzen des Europäischen Regierungsviertels wurde zu einem großen Gebäudekomplex mit unterirdischem Bahnhof umgebaut. Direkt nebenan und mit dem Bahnhof baulich verbunden liegt das Plenargebäude des Europäischen Parlaments. |
| Brüssel        | Brüssel-Schuman             | Regional- und Fernverkehr, S-Bahn                  | 1969      | 2       | Die Station liegt an der Wetstraat direkt am Sitz der Europäischen Kommission. Der Bahntunnel kreuzt hier einen Straßentunnel (Wettunnel) sowie die U-Bahn. Ein weiterer Bahntunnel wurde 2016 eröffnet.                                                                                                 |
| Zaventem       | Brüssel-Flughafen           | Fernverkehr, künftig: S-Bahn                       | 1998      | 3       | Bahnhof am Flughafen Brüssel-Zaventem |

### Dänemark
Die Region Kopenhagen besitzt ein leistungsfähiges S-Bahn-Netz mit einer zentralen Tunnelstation. Zwei weitere liegen auf der Flughafenlinie nach Malmö.
| Stadt      | Name¹                | Linien                     | Eröffnet² | Gleise³ | Bemerkungen                                                                                       |
| ---------- | -------------------- | -------------------------- | --------- | ------- | ------------------------------------------------------------------------------------------------- |
| Kopenhagen | Nørreport            | S-Bahn und Regionalverkehr | 1918      | 4       | Umsteigeknoten zur U-Bahn                                                                         |
| Tårnby     | Tårnby               | Regionalverkehr            | 1998      | 2       | Bahnhof der Gemeinde Tårnby auf der Öresundbahn nach Malmö                                        |
| Tårnby     | Kopenhagen-Flughafen | Regional- und Fernverkehr  | 1998      | 2       | Flughafenbahnhof des Flughafens Kopenhagen auf der Strecke nach Malmö; Umsteigestation zur U-Bahn |

### Frankreich
| Ort                   | Name                             | Eröffnet² | Linien                                                   | Bemerkungen |
| --------------------- | -------------------------------- | --------- | -------------------------------------------------------- | --- |
| Bussy-Saint-Georges   | Bussy-Saint-Georges              | 1995      | Linie A des RER Île-de-France                            | |
| Cergy                 | Cergy-le-Haut                    | 1994      | Linie A des RER Île-de-France und Transilien             | |
| Cergy                 | Cergy-Préfecture                 | 1979      | Linie A des RER Île-de-France und Transilien             | |
| Évry                  | Évry - Courcouronnes             | 1975      | Linie D des RER Île-de-France                            | |
| Évry                  | Le Bras de Fer - Évry - Génopole | 1975      | Linie D des RER Île-de-France                            | |
| Fontenay-sous-Bois    | Val de Fontenay                  | 1977      | Linien A und E des RER Île-de-France                     | |
| Marne-la-Vallée       | Marne-la-Vallée - Chessy         | 1992      | Linie A des RER Île-de-France und LGV Interconnexion Est | TGV-Züge halten in einem unterirdischen Durchgangsbahnhof, S-Bahnen enden in einem oberirdischen Kopfbahnhof (eröffnet 1992) |
| Massy                 | Massy TGV                        | 1989      | LGV Atlantique                                           | |
| Nanterre              | Nanterre-Préfecture              | 1973      | Linie A des RER Île-de-France                            | |
| Nogent-sur-Marne      | Nogent-sur-Marne                 | 1859      | Linie A des RER Île-de-France                            | |
| Noisy-le-Grand        | Noisy-le-Grand-Mont-d’Est        | 1977      | Linie A des RER Île-de-France                            | |
| Paris                 | Auber                            | 1971      | Linie A des RER Île-de-France                            | |
| Paris                 | Avenue Foch                      | 1988      | Linie B des RER Île-de-France                            | |
| Paris                 | Avenue Henri-Martin              | 1988      | Linie C des RER Île-de-France                            | |
| Paris                 | Boulainvilliers                  | 1900      | Linie C des RER Île-de-France                            | 1986 mit einer Einhausung versehen                                                                                           |
| Paris                 | Bibliothèque François-Mitterrand | 2000      | Linie C des RER Île-de-France                            | |
| Paris                 | Champ de Mars - Tour Eiffel      | 1867      | Linie C des RER Île-de-France                            | |
| Paris                 | Charles-de-Gaulle – Étoile       | 1970      | Linie A des RER Île-de-France                            | |
| Paris                 | Châtelet - Les Halles            | 1977      | Linien A, B und D des RER Île-de-France                  | |
| Paris                 | Paris-Austerlitz                 | 1840      | Linie C des RER Île-de-France                            | |
| Paris                 | Gare de Lyon                     |           | Linien A und D des RER Île-de-France                     | |
| Paris                 | Gare du Nord                     | 1846      | Linien B und D des RER Île-de-France                     | |
| Paris                 | Haussmann - Saint-Lazare         | 1999      | Linie E des RER Île-de-France                            | |
| Paris                 | Invalides                        | 1900      | Linie C des RER Île-de-France                            | |
| Paris                 | Luxembourg                       | 1895      | Linie B des RER Île-de-France                            | |
| Paris                 | Magenta                          | 1999      | Linie E des RER Île-de-France                            | Zwischen Paris-Nord und Paris-Est gelegen                                                                                    |
| Paris                 | Musée d’Orsay                    | 1979      | Linie C des RER Île-de-France                            | |
| Paris                 | Nation                           | 1969      | Linie A des RER Île-de-France                            | |
| Paris                 | Neuilly - Porte Maillot          | 1988      | Linie C des RER Île-de-France                            | |
| Paris                 | Pereire - Levallois              | 1854      | Linie C des RER Île-de-France                            | |
| Paris                 | Pont de l’Alma                   | 1900      | Linie C des RER Île-de-France                            | |
| Paris                 | Porte de Clichy                  | 1991      | Linie C des RER Île-de-France                            | |
| Paris                 | Saint-Michel - Notre-Dame        | 1900      | Linien B und C des RER Île-de-France                     | |
| Puteux                | La Défense                       | 1959      | Linie A des RER Île-de-France                            | |
| Saint-Germain-en-Laye | Saint-Germain-en-Laye            | 1847      | Linie A des RER Île-de-France                            | |
| Saint-Ouen            | Saint-Ouen                       | 1988      | Linie C des RER Île-de-France                            | |
| Sevran                | Sevran - Beaudottes              | 1976      | Linie B des RER Île-de-France                            | |
| Tremblay-en-France    | Aéroport Charles-de-Gaulle 1     | 1976      | Linie B des RER Île-de-France                            | |
| Tremblay-en-France    | Aéroport Charles-de-Gaulle 2 TGV | 1994      | Linie B des RER Île-de-France, TGV, Thalys               | |
| Vincennes             | Vincennes                        | 1859      | Linie A des RER Île-de-France und andere                 | |

### Vereinigtes Königreich
| Ort                 | Name                      | Linien                                            | Bemerkungen                                                  |
| ------------------- | ------------------------- | ------------------------------------------------- | ------------------------------------------------------------ |
| Glasgow             |                           |                                                   |                                                              |
| Glasgow             | Anderston                 | SPT-Strathclyde Passenger Transport               |                                                              |
| Glasgow             | Argyle Street             | SPT-Strathclyde Passenger Transport               |                                                              |
| Glasgow             | Central                   | SPT-Strathclyde Passenger Transport               |                                                              |
| Glasgow             | Charing Cross             | SPT-Strathclyde Passenger Transport               |                                                              |
| Glasgow             | Queen Street              | SPT-Strathclyde Passenger Transport               |                                                              |
| London              |                           |                                                   |                                                              |
| London              | Canada Water              | Overground (East London Line / South London Line) |                                                              |
| London              | Canary Wharf              | Elizabeth Line                                    |                                                              |
| London              | City Thameslink           | Thameslink                                        |                                                              |
| London              | Dalston Junction          | Overground (East London Line)                     |                                                              |
| London              | Essex Road                | Northern City Line                                |                                                              |
| London              | Farringdon                | Elizabeth Line                                    |                                                              |
| London              | Heathrow Terminal 2&3     | Heathrow Express / Elizabeth Line                 |                                                              |
| London              | Heathrow Terminal 5       | Heathrow Express / Elizabeth Line                 |                                                              |
| London              | King’s Cross Thameslink   | Thameslink                                        |                                                              |
| London              | Liverpool Street          | Elizabeth Line                                    |                                                              |
| London              | Moorgate                  | Northern City Line                                |                                                              |
| London              | Old Street Station        | Northern City Line                                |                                                              |
| London              | Paddington                | Elizabeth Line                                    |                                                              |
| London              | Rotherhithe               | Overground (East London Line / South London Line) |                                                              |
| London              | Shadwell                  | Overground (East London Line / South London Line) |                                                              |
| London              | Shoreditch High Street    | Overground (East London Line / South London Line) |                                                              |
| London              | Tottenham Court Road      | Elizabeth Line                                    |                                                              |
| London              | Wappings                  | Overground (East London Line / South London Line) |                                                              |
| London              | Whitechapel               | Overground (East London Line / South London Line) |                                                              |
| London              | Woolwich                  | Elizabeth Line                                    |                                                              |
| Merseyside          |                           |                                                   |                                                              |
| Birkenhead          | Conway Park               | Merseyrail (Wirral Line)                          |                                                              |
| Birkenhead          | Green Lane                | Merseyrail (Wirral Line)                          |                                                              |
| Birkenhead          | Hamilton Square           | Merseyrail (Wirral Line)                          |                                                              |
| Liverpool           | Central                   | Merseyrail (Wirral Line, Northern Line)           |                                                              |
| Liverpool           | James Street              | Merseyrail (Wirral Line)                          |                                                              |
| Liverpool           | Lime ⁰                    | Merseyrail (Wirral Line)                          | nur Wirral Line unterirdisch - alle anderen Züge oberirdisch |
| Liverpool           | Moorfields                | Merseyrail (Wirral Line, Northern Line)           |                                                              |
| andere              |                           |                                                   |                                                              |
| Newcastle upon Tyne | Sunderland                | Northern Rail                                     |                                                              |
| Uttlesford          | Flughafen London-Stansted | Stansted Express                                  |                                                              |

### Italien
| Ort                     | Name                          | Linien                                              | Eröffnet² | Bemerkungen                                                                        |
| ----------------------- | ----------------------------- | --------------------------------------------------- | --------- | ---------------------------------------------------------------------------------- |
| Adrano                  | Adrano Cappellone             | Circumetnea                                         | 2011      |                                                                                    |
| Adrano                  | Adrano Centro                 | Circumetnea                                         | 2011      |                                                                                    |
| Bari                    | Aeroporto                     | S-Bahn                                              | 2013      |                                                                                    |
| Bari                    | Cecilia                       | S-Bahn                                              | 2017      |                                                                                    |
| Bari                    | Europa                        | S-Bahn                                              | 2013      |                                                                                    |
| Bari                    | Ospedale                      | S-Bahn                                              | 2008      |                                                                                    |
| Bari                    | Regioni                       | S-Bahn                                              | ?         | im Bau                                                                             |
| Bari                    | San Gabriele                  | S-Bahn                                              | 2008      |                                                                                    |
| Biancavilla             | Biancavilla Centro            | Circumetnea                                         | 2015      |                                                                                    |
| Biancavilla             | Biancavilla Colombo           | Circumetnea                                         | 2015      |                                                                                    |
| Bologna                 | Bologna Centrale AV           | Hochgeschwindigkeitsverkehr                         | 2013      | Hochgeschwindigkeitsverkehr im Tunnel, Fern- und S-Bahn-Verkehr oberirdisch        |
| Bologna                 | Bologna Zanolini              | S-Bahn                                              | 2001      |                                                                                    |
| Bologna                 | Via Libia                     | S-Bahn                                              | ?         | im Bau                                                                             |
| Boscoreale              | Boscoreale                    | Circumvesuviana                                     | 2009      |                                                                                    |
| Boscotrecase            | Boscotrecase                  | Circumvesuviana                                     | 2009      |                                                                                    |
| Busto Arsizio           | Busto Arsizio Nord            | S-Bahn Tessin, Regionalverkehr und Malpensa Express | 1996      |                                                                                    |
| Castellammare di Stabia | Pozzano                       | Circumvesuviana                                     |           |                                                                                    |
| Castiglione dei Pepoli  | Precedenze                    | Bologna–Florenz                                     | 1934      | Betriebs- und Überholbahnhof im Apenninbasistunnel                                 |
| Catania                 | Picanello                     | Messina–Syrakus                                     | 2018      |                                                                                    |
| Domodossola             | Domodossola                   | Centovallibahn                                      | 1961      |                                                                                    |
| Ferno                   | Malpensa T1                   | Malpensa Express, Regionalverkehr, S-Bahn Tessin    | 1999      |                                                                                    |
| Genua                   | Genova Piazza Principe (tief) | Stadt- und Regionalverkehr                          | 1993      | Fernbahnhof oberirdisch, Regionalbahnhof unterirdisch                              |
| Lonate Pozzolo          | Ferno-Lonate Pozzolo          | S-Bahn Tessin und Malpensa Express                  | 2009      |                                                                                    |
| Mailand                 | Milano Dateo                  | S-Bahn                                              | 2002      |                                                                                    |
| Mailand                 | Milano Lancetti               | S-Bahn                                              | 1997      |                                                                                    |
| Mailand                 | Milano Nord Domodossola       | S-Bahn und Regionalverkehr                          | 2003      |                                                                                    |
| Mailand                 | Milano Porta Garibaldi (tief) | S-Bahn                                              | 1997      | Regionalbahnhof oberirdisch, S-Bahnhof unterirdisch                                |
| Mailand                 | Milano Porta Venezia          | S-Bahn                                              | 1997      |                                                                                    |
| Mailand                 | Milano Porta Vittoria         | S-Bahn                                              | 2004      |                                                                                    |
| Mailand                 | Milano Repubblica             | S-Bahn                                              | 1997      |                                                                                    |
| Matera                  | Matera Centrale               | Ferrovie Appulo Lucane                              | 1986      |                                                                                    |
| Modena                  | Modena Policlinico            | Regionalverkehr                                     | 2004      |                                                                                    |
| Neapel                  | Argine-Palasport              | Circumvesuviana                                     |           |                                                                                    |
| Neapel                  | Bartolo Longo                 | Circumvesuviana                                     |           |                                                                                    |
| Neapel                  | Centro Direzionale            | Circumvesuviana                                     | 2002      |                                                                                    |
| Neapel                  | Madonnelle                    | Circumvesuviana                                     |           |                                                                                    |
| Neapel                  | Napoli Garibaldi              | Circumvesuviana                                     |           |                                                                                    |
| Neapel                  | Napoli Montesanto             | Linie 2 der Metropolitana                           | 1925      |                                                                                    |
| Neapel                  | Napoli Piazza Amedeo          | Linie 2 der Metropolitana                           | 1925      |                                                                                    |
| Neapel                  | Napoli Piazza Cavour          | Linie 2 der Metropolitana                           | 1925      |                                                                                    |
| Neapel                  | Napoli Piazza Garibaldi (FS)  | Linie 2 der Metropolitana                           | 1925      | Kopfbahnhof (Centrale) oberirdisch, Durchgangsbahnhof (Piazza Garibaldi) im Tunnel |
| Neapel                  | Villa Visconti                | Circumvesuviana                                     |           |                                                                                    |
| Palermo                 | De Gasperi                    | Servizio ferroviario metropolitano di Palermo       | 2024      |                                                                                    |
| Palermo                 | Guadagna                      | Servizio ferroviario metropolitano di Palermo       | 2016      |                                                                                    |
| Palermo                 | Libertà                       | Servizio ferroviario metropolitano di Palermo       | 2024      |                                                                                    |
| Palermo                 | Lolli                         | Servizio ferroviario metropolitano di Palermo       | 2016      |                                                                                    |
| Palermo                 | Palazzo Reale-Orleans         | Servizio ferroviario metropolitano di Palermo       | 2001      |                                                                                    |
| Palermo                 | Politeama                     | Servizio ferroviario metropolitano di Palermo       | ?         | im Bau                                                                             |
| Palermo                 | Porto                         | Servizio ferroviario metropolitano di Palermo       | ?         | im Bau                                                                             |
| Palermo                 | Turrisi Colonna               | Servizio ferroviario metropolitano di Palermo       | ?         | im Bau                                                                             |
| Palermo                 | Vespri                        | Servizio ferroviario metropolitano di Palermo       | 2012      |                                                                                    |
| Reggio Calabria         | Reggio di Calabria Lido       | Ferrovia Tirrenica Meridionale                      |           |                                                                                    |
| Rom                     | Appiano-Proba Petronia        | Linie FL3                                           |           |                                                                                    |
| Rom                     | Roma Balduina                 | Linie FL3                                           |           |                                                                                    |
| Rom                     | Piazza Euclide                | Bahnstrecke Roma Flaminio–Viterbo                   | 1958      |                                                                                    |
| Rom                     | Piazzale Flaminio             | Bahnstrecke Roma Flaminio–Viterbo                   | 1932      |                                                                                    |
| Rom                     | Gemelli                       | Linie FL3                                           |           |                                                                                    |
| Rom                     | La Rustica Città              | Linie FL2                                           |           |                                                                                    |
| Rom                     | Quattro Venti                 | Linie FL3                                           |           |                                                                                    |
| Rom                     | Serenissima                   | Linie FL2                                           |           |                                                                                    |
| Rom                     | Tor Sapienza                  | Linie FL2                                           |           |                                                                                    |
| San Giorgio a Cremano   | San Giorgio Cavalli di Bronzo | Circumvesuviana                                     |           |                                                                                    |
| Sanremo                 | Sanremo                       | Regional- und Fernverkehr                           | 2001      |                                                                                    |
| Santa Maria di Licodia  | Santa Maria di Licodia Centro | Circumetnea                                         | 2010      |                                                                                    |
| Santa Maria di Licodia  | Santa Maria di Licodia Sud    | Circumetnea                                         | 2010      |                                                                                    |
| Saronno                 | Saronno Sud                   | S-Bahn                                              | 2012      |                                                                                    |
| Somma Lombardo          | Malpensa T2                   | Malpensa Express, Regionalverkehr, S-Bahn Tessin    | 2016      |                                                                                    |
| Turin                   | Torino Dora                   | SFM                                                 | ?         | im Bau                                                                             |
| Turin                   | Torino Grosseto               | SFM                                                 | 2024      |                                                                                    |
| Turin                   | Torino Madonna di Campagna    | SFM                                                 | 1990      | 2020 stillgelegt                                                                   |
| Turin                   | Torino Porta Susa             | SFM und Fernverkehr                                 | 2008      |                                                                                    |
| Turin                   | Torino Rebaudengo Fossata     | SFM                                                 | 2009      |                                                                                    |
| Turin                   | Torino Zappata                | SFM                                                 | ?         | im Bau                                                                             |
| Vico Equense            | Scrajo Terme                  | Circumvesuviana                                     |           |                                                                                    |
| Zambana                 | Zambana                       | Ferrovia Trento-Male                                |           |                                                                                    |

### Monaco
| Ort    | Name               | Linien          | Eröffnet² | Gleise | Bemerkungen |
| ------ | ------------------ | --------------- | --------- | ------ | --- |
| Monaco | Monaco-Monte-Carlo | Regionalverkehr | 1999      | 3      | einziger Tunnelbahnhof im Fürstentum Monaco; betrieben von der französischen Staatsbahn. Die gesamten Bahnanlagen in Monaco wurden in den 1990er Jahren unter die Erde verlegt. Die Tunneleingänge liegen auf französischem Gebiet. |

### Niederlande
In den Niederlanden gibt es kein explizites S-Bahn-Netz für einzelne Stadtregionen oder Ballungsräume. Die Zuggattung NS Sprinter für den Nahverkehr entspricht aber eher einem landesweiten S-Bahn-Netz (mit teilweise sehr dichter Taktfolge) als einer Regionalbahn. Der NS Intercity entspricht am ehesten einem deutschen oder österreichischen Regional-Express. Fernverkehr im klassischen Sinn gibt es praktisch nur auf den ins Ausland führenden Strecken.
Wegen des in vielen Landesteilen sehr hohen Grundwasserspiegels sind Tunnelbauten in den Niederlanden besonders schwierig und teuer und Tunnelbahnhöfe deswegen selten. Sogar die beiden U-Bahn-Netze in Amsterdam und Rotterdam bestehen ganz überwiegend aus Hochbahnstrecken und besitzen nur im engsten Stadtzentrum einige Tunnelstationen.
| Gemeinde       | Name¹            | Linien                                                 | Eröffnet² | Gleise³ | Bemerkungen |
| -------------- | ---------------- | ------------------------------------------------------ | --------- | ------- | --- |
| Barendrecht    | Barendrecht      | NS Sprinter                                            | 2001      | 4       | ebenerdig, unter Einhausung. Die Station liegt am südöstlichen Rand von Rotterdam.                                                                           |
| Best           | Best             | NS Sprinter                                            | 2002      | 4       | Die Gemeinde Best am nördlichen Rand von Eindhoven wurde |
| Delft          | Delft            | NS Sprinter, NS Intercity                              | 2015      | 4       | Die ersten zwei Gleise des viergleisigen Bahntunnels Delft wurden Anfang 2015 eröffnet.                                                                      |
| Haarlemmermeer | Schiphol Airport | NS Sprinter, NS Intercity, Thalys, NS Intercity Direct | 1977      | 6       | Bahnhof für den Flughafen Amsterdam |
| Rijswijk       | Rijswijk         | NS Sprinter                                            | 1996      | 4       | Rijswijk ist ein Vorort im Süden von Den Haag. Beim viergleisigen Ausbau der Bahnstrecke nach Delft (Projekt Rail 21) wurde hier ein Tunnelbahnhof angelegt. |
| Rotterdam      | Blaak            | NS Sprinter, NS Intercity                              | 1993      | 4       | Tunnelbahnhof im Stadtzentrum am Nordende des Rheintunnels, Umsteigeknoten zur U-Bahn                                                                        |

### Norwegen
| Ort         | Name             | Linien                    | Bemerkungen                                                                               |
| ----------- | ---------------- | ------------------------- | ----------------------------------------------------------------------------------------- |
| Holmestrand | Holmestrand      | Regionalverkehr (RE11)    | Auf der Vestfoldbanen im Tunnel Holmestrandsporten (eröffnet 2016)                        |
| Oslo        | Nationaltheatret | Regional- und Fernverkehr | nach Passagieraufkommen der zweitgrößte Bahnhof in Norwegen nach Oslo Hbf (eröffnet 1980) |

### Polen
| Ort      | Name                      | Linien                                                                          | Bemerkungen                                        |
| -------- | ------------------------- | ------------------------------------------------------------------------------- | -------------------------------------------------- |
| Warschau | Warszawa Centralna        | PKP Intercity (IC, TLK, EIC), Przewozy Regionalne (PR), Koleje Mazowieckie (KM) | Der Hauptbahnhof von Warschau wurde 1975 eröffnet. |
| Warschau | Warszawa Lotnisko Chopina | Koleje Mazowieckie (KM), S-Bahn Warschau (S2 und S3)                            |                                                    |
| Warschau | Śródmiescie               | Koleje Mazowieckie (alle Züge), S-Bahn Warschau (nur S2)                        |                                                    |

### Portugal
| Ort     | Name    | Linien                                                                      | Bemerkungen |
| ------- | ------- | --------------------------------------------------------------------------- | ----------- |
| Espinho | Espinho | Alfa Pendular, Intercity, Interregio, Regionalzüge der Comboios de Portugal |             |

### Schweden
| Ort         | Name                 | Linien            | Bemerkungen |
| ----------- | -------------------- | ----------------- | ----------- |
| Arlanda     |                      |                   |             |
| Göteborg    | Lisebergs station    | Kungsbackapendeln |             |
| Helsingborg | Knutpunkten          |                   |             |
| Malmö       | Malmö centralstation |                   |             |
| Malmö       | Triangelns station   |                   |             |
| Stockholm   | Stockholms södra     | Västra stambanan  |             |

### Spanien
| Ort                    | Name                                 | Linien                                                                    | Bemerkungen                                                                                    |
| ---------------------- | ------------------------------------ | ------------------------------------------------------------------------- | ---------------------------------------------------------------------------------------------- |
| Barcelona              | Arc de Triomf                        | R1, R3, R4 und R12 der Rodalies Barcelona                                 |                                                                                                |
| Barcelona              | El Clot-Aragó                        | R1, R2, R2Nord, R2Sud und R11 der Rodalies Barcelona                      |                                                                                                |
| Barcelona              | Passeig de Graçia                    | R2, R2Nord, R2Sud, R11, R13, R14, R15, R16 und R17 der Rodalies Barcelona |                                                                                                |
| Barcelona              | Plaça Catalunya                      | R1, R3, R4 und R12 der Rodalies Barcelona                                 |                                                                                                |
| Barcelona              | La Sagrera - Meridiana               | R3, R4 und R12 der Rodalies Barcelona                                     |                                                                                                |
| Barcelona              | Sants                                | S-Bahn, Regional- und Fernverkehr                                         | ausgenommen AVE                                                                                |
| Barcelona              | St. Andreu Arenal                    | R3, R4, R7 und R12 der Rodalies Barcelona                                 |                                                                                                |
| Benalmadena            | Benalmadena                          | C1 der Cercanías Málaga                                                   |                                                                                                |
| Bilbao                 | Ametzola                             | C1 und C2 der Cercanías Bilbao, FEVE                                      |                                                                                                |
| Bilbao                 | Autonomía                            | C1 und C2 der Cercanías Bilbao                                            |                                                                                                |
| Bilbao                 | Casco Viejo                          | EuskoTren                                                                 |                                                                                                |
| Bilbao                 | Miribilla                            | C3 der Cercanías Bilbao                                                   |                                                                                                |
| Bilbao                 | San Mamés                            | C1 und C2 der Cercanías Bilbao                                            |                                                                                                |
| Bilbao                 | Zumalakarregi                        | EuskoTren                                                                 |                                                                                                |
| Cádiz                  | Hauptbahnhof Cádiz                   | S-Bahn, Regional- und Fernverkehr                                         |                                                                                                |
| Cádiz                  | Stadion                              | C1 der Cercanías Cádiz                                                    |                                                                                                |
| Cádiz                  | San Severiano                        | C1 der Cercanías Cádiz                                                    |                                                                                                |
| Cádiz                  | Segunda Aguada                       | C1 der Cercanías Cádiz                                                    |                                                                                                |
| Donostia               | Anoeta                               | EuskoTren                                                                 |                                                                                                |
| Donostia               | Lugaritz                             | EuskoTren                                                                 |                                                                                                |
| Fuengirola             | Fuengirola                           | C1 der Cercanías Málaga                                                   |                                                                                                |
| Gijón                  | Begoña                               | C1, F4 und F5 der Cercanías Asturias                                      | voraussichtlich ab 2012                                                                        |
| Gijón                  | Estacion Intermodal                  | S-Bahn, Regional- und Fernverkehr                                         | voraussichtlich ab 2012                                                                        |
| Gijón                  | Hospital Universitario               | C1, F4 und F5 der Cercanías Asturias                                      | voraussichtlich ab 2012                                                                        |
| Gijón                  | La Calzada                           | C1 der Cercanías Asturias                                                 | voraussichtlich ab 2012                                                                        |
| Gijón                  | Plaza de Toros                       | C1, F4 und F5 der Cercanías Asturias                                      | Bauarbeiten abgeschlossen, geht erst mit der Fertigstellung des neuen Hauptbahnhofs in Betrieb |
| Gijón                  | Viesques Campus                      | C1, F4 und F5 der Cercanías Asturias                                      | Bauarbeiten abgeschlossen, geht erst mit der Fertigstellung des neuen Hauptbahnhofs in Betrieb |
| Logroño                | Logroño                              | Regional- und Fernverkehr                                                 | eröffnet 2011                                                                                  |
| Madrid                 | Aluche                               | C5 der Cercanías Madrid                                                   |                                                                                                |
| Madrid                 | Atocha (tief)                        | C1–C8 und C10 der Cercanías Madrid sowie einige Regionalbahn-Linien       |                                                                                                |
| Madrid                 | Chamartin                            | C1, C2, C7, C8 und C10 der Cercanías Madrid                               |                                                                                                |
| Madrid                 | Embajadores                          | C5 der Cercanías Madrid                                                   |                                                                                                |
| Madrid                 | Fanjul                               | C5 der Cercanías Madrid                                                   |                                                                                                |
| Madrid                 | Laguna                               | C5 der Cercanías Madrid                                                   |                                                                                                |
| Madrid                 | Las Aguilas                          | C5 der Cercanías Madrid                                                   |                                                                                                |
| Madrid                 | Nuevos Ministerios                   | C1, C2, C7, C8 und C10 der Cercanías Madrid                               |                                                                                                |
| Madrid                 | Pirámides                            | C7 und C10 der Cercanías Madrid                                           |                                                                                                |
| Madrid                 | Recoletos                            | C1, C2, C7, C8 und C10 der Cercanías Madrid                               |                                                                                                |
| Málaga                 | Centro-Alameda                       | C1 der Cercanías Málaga                                                   |                                                                                                |
| Málaga                 | RENFE                                | C1 der Cercanías Málaga                                                   |                                                                                                |
| Montmeló               | Montmeló                             | R2 und R8 der Rodalies Barcelona                                          |                                                                                                |
| Oviedo                 | Hauptbahnhof                         | S-Bahn. Regional- und Fernverkehr                                         |                                                                                                |
| Oviedo                 | Llamarquique                         | C1, C2 und C3 der Cercanías Asturias                                      |                                                                                                |
| Oviedo                 | Vallobin                             | F7 der Cercanías Asturias                                                 |                                                                                                |
| Palma                  | Estació Intermodal – Plaça d’Espanya | SFM, Fernbuslinien                                                        | teilweise ungenutzte Gleise                                                                    |
| Parla                  | Centro                               | C4 der Cercanías Madrid                                                   |                                                                                                |
| Puerto Real            | Puerto Real                          | C1 der Cercanías Cádiz                                                    | ab 2010                                                                                        |
| Sevilla                | San Bernardo                         | C1 und C4 der S-Bahn Sevilla                                              |                                                                                                |
| Torremolinos           | Torremolinos                         | C1 der Cercanías Málaga                                                   |                                                                                                |
| Valencia               | Cabanyal                             | C5 und C6 der S-Bahn Valencia                                             |                                                                                                |
| Vilafranca del Penedès | Vilafranca del Penedès               | C4 der Cercanías Barcelona                                                |                                                                                                |
| Saragossa              | Avenida de Goya                      | C1 der Cercanías Zaragoza                                                 |                                                                                                |
| Saragossa              | El Portillo                          | C1 der Cercanías Zaragoza                                                 |                                                                                                |
| Saragossa              | Miraflores                           | C1 der Cercanías Zaragoza                                                 |                                                                                                |
| Saragossa              | Tenor Fleta                          | C1 der Cercanías Zaragoza                                                 | Rohbau, wird nachträglich ausgebaut                                                            |

### Ungarn
| Ort      | Name          | Linien           | Bemerkungen |
| -------- | ------------- | ---------------- | ----------- |
| Budapest | Batthyány tér | Linie H5 der HÉV |             |
| Budapest | Margit híd    | Linie H5 der HÉV |             |

## Übrige Welt
| Ort                      | Name                   | Linien                                   | Bemerkungen    |
| ------------------------ | ---------------------- | ---------------------------------------- | -------------- |
| USA                      |                        |                                          |                |
| New York City, Bronx     | Pelham Parkway         | New York, Westchester and Boston Railway | Trasse, 1912–? |
| New York City, Manhattan | Grand Central Terminal | Hudson–, Harlem–, New Haven–Line         | 1903–1913      |
| New York City, Manhattan | Penn Station           | –                                        | 1910           |